# قبل أن نختفي
قبل أن نختفي (باليابانية: 散歩する侵略者) هو فيلم خيال علمي ياباني. من إخراج كيوشي كوروساوا. مبني على مسرحية من تأليف شركة مسرح ايكيمي التابعة لـ توموهيرو مايكاوا والرواية المقتبسة من تأليف مايكاوا. وبطولة ماسامي ناغاساوا، ريوهي ماتسودا، ماهيرو تاكاسوجي، يوري تسونيماتسو، وهيروكي هاسيغاوا.
الفيلم حصل على ترشيحين لجائزة الأكاديمية اليابانية للأفلام الحادية والأربعين. عُرض الفيلم لأول مرة عالميًا في المنافسة في قسم نظرة ما في مهرجان كان السينمائي 2017 في 21 أيار/مايو 2017. حصل الفيلم أيضًا على جائزة في مهرجان سيتجيس السينمائي - رسميًا اختيار.

## القصة
ثلاث كائنات فضائية تستولي على اجساد البشر وتبدأ جمع الكلمات والمعلومات استعداداً لغزو كوكب الارض. وتطلب الارشاد والمساعدة من بشريان في مهمتهم. لتبدأ سلسلة من الحوادث الدموية والغربية قبل بداية الغزو المنتظر.

## الممثلون
- ماسامي ناغاساوا بدور نارومي كاسي، زوجة شينجي.
- ريوهي ماتسودا بدور شينجي كاسي، زوج نارومي الذي استولى كائن فضائي على جسده.
- هيروكي هاسيغاوا بدور ساكوراي، صحفي يبحث عن إجابات حول مقتل إحدى العائلات.
- ماهيرو تاكاسوجي بدور أمانو
- يوري تسونماتسو بدور أكيرا تاتشيبانا
- أتسكو مايدا بدور أسومي كاسي
- شينوسوكي ميتسوشيما بدور مارو
- كازويا كوجيما بدور المحقق كورومادا
- كين ميتسويشي بدور سوزوكي
- ماساهيرو بدور القس هيغاشيدي
- كيوكو كويزومي بدور طبيبة
- تاكاشي ساسانو بدور شيناغاوا

## الإنتاج
تم الإنتاج من نهاية تموز/يوليو إلى تشرين الثاني/أغسطس 2016. تم التصوير في محافظة إيباراكي ومحافظة توتشيغي ومحافظة سايتاما ومحافظة شيزوكا ومحافظة كاناغاوا.
في محافظة توتشيغي، استخدم مصنع مهجور كموقع لمشهد الطائرة في نهاية الفيلم. بالإضافة إلى ذلك، في نهاية تشرين الثاني/أغسطس 2016، استخدم مصنع بيرة كيرين كأرض قاحلة.
تم التصوير في المنزل الذي عاش فيه نارومي وشينجي في الموقع. قال مصمم الإنتاج الشهير، أتاكا نوريفومي، إنه وضع العديد من الخطوط أو الأشكال المائلة داخل المنزل عمدًا بحيث يمكن أن يوحي بالإحراج بين نارومي وشينجي. وذكر أيضًا أنه أزال الألوان الأكثر دفئًا حتى يتمكن الجمهور من رؤية الطاقة المنخفضة للزوجين.
اختار أكيكو أشيزاوا، مدير التصوير السينمائي، التصوير بكاميرا Arri Alexa XT Plus باستخدام عدسة بصرية مشوهة. ساعدت الصورة الجميلة التي خرجت من الكاميرا في دفع السرد بشكل فعال.